# Rhododendron scortechinii
Rhododendron scortechinii är en ljungväxtart som beskrevs av George King och Gamble. Rhododendron scortechinii ingår i släktet rododendron, och familjen ljungväxter. Inga underarter finns listade i Catalogue of Life.